# Ángel Romano
Alfredo Ángel Romano (2. srpna 1893, Montevideo – 22. srpna 1972 tamtéž) byl uruguayský fotbalový útočník. Záliba v nepředvídatelných technických fintách mu vynesla přezdívku El Loco (Blázen).
Od roku 1910 hrál nejvyšší soutěž za Nacional Montevideo. V letech 1911 až 1913 působil v Central Uruguay Railway Cricket Club a v letech 1913 až 1914 v argentinském CA Boca Juniors. V letech 1915 až 1930 byl opět hráčem Nacionalu. Získal s ním devět mistrovských titulů (1911, 1915, 1916, 1917, 1919, 1920, 1922, 1923 a 1924), sedmkrát vyhrál Copa de Competencia (1912, 1913, 1914, 1915, 1919, 1921 a 1923, pětkrát Copa de Honor (1913, 1914, 1915, 1916, 1917) a třikrát mezinárodní soutěž Copa Aldao (1916, 1919 a 1920).
Za uruguayskou reprezentaci v letech 1911 až 1927 odehrál 69 utkání (rekord, který překonal až v roce 1985 Rodolfo Rodríguez) a vstřelil 28 branek. Na Copa América zvítězil v letech 1916, 1917, 1920, 1923, 1924 a 1926, druhý byl v roce 1919 a třetí v letech 1921 a 1922. V letech 1917 a 1920 byl nejlepším střelcem soutěže. Také pomohl Uruguaycům vyhrát Copa Newton v letech 1912, 1917, 1919 a 1920. Startoval na olympijském turnaji 1924, kde třemi brankami přispěl k premiérovému zisku zlatých medailí pro svoji zemi.